# Elezioni regionali in Sardegna del 1999
Le elezioni per il rinnovo del Consiglio regionale della Sardegna si sono svolte il 13 e il 27 giugno 1999. L'affluenza al primo turno è stata del 66,3%. La nuova legge elettorale prevede la presentazione di liste provinciali e regionali, al secondo turno vanno le liste regionali più votate.

## Risultati
| Candidati                            | Candidati                                           | II turno | II turno | II turno | I turno | I turno | I turno                              | I turno | I turno | I turno |
| Candidati                            | Candidati                                           | Voti     | %        | Seggi    | Voti    | %       | Liste                                | Voti    | %       | Seggi   |
| ------------------------------------ | --------------------------------------------------- | -------- | -------- | -------- | ------- | ------- | ------------------------------------ | ------- | ------- | ------- |
|                                      | Mauro Pili (Polo per la Sardegna) Eletto presidente | 369.164  | 53,7     | 9        | 371.816 | 48,1    | Forza Italia                         | 169.470 | 19,7    | 13      |
| Alleanza Nazionale                   | Mauro Pili (Polo per la Sardegna) Eletto presidente | 369.164  | 53,7     | 9        | 371.816 | 48,1    | 85.201                               | 9,9     | 7       |         |
| Riformatori Sardi                    | Mauro Pili (Polo per la Sardegna) Eletto presidente | 369.164  | 53,7     | 9        | 371.816 | 48,1    | 38.259                               | 4,4     | 3       |         |
| Centro Cristiano Democratico         | Mauro Pili (Polo per la Sardegna) Eletto presidente | 369.164  | 53,7     | 9        | 371.816 | 48,1    | 34.866                               | 4,0     | 3       |         |
| Nuovo Movimento                      | Mauro Pili (Polo per la Sardegna) Eletto presidente | 369.164  | 53,7     | 9        | 371.816 | 48,1    | 28.771                               | 3,3     | 2       |         |
|                                      | Gian Mario Selis (Coalizione Autonomista)           | 318.122  | 46,3     | 7        | 243.839 | 31,1    | Democratici di Sinistra              | 122.675 | 14,2    | 10      |
| Partito Popolare Italiano            | Gian Mario Selis (Coalizione Autonomista)           | 318.122  | 46,3     | 7        | 243.839 | 31,1    | 87.566                               | 10,2    | 7       |         |
| Federazione Democratica              | Gian Mario Selis (Coalizione Autonomista)           | 318.122  | 46,3     | 7        | 243.839 | 31,1    | 49.584                               | 5,8     | 4       |         |
| I Democratici                        | Gian Mario Selis (Coalizione Autonomista)           | 318.122  | 46,3     | 7        | 243.839 | 31,1    | 46.857                               | 5,4     | 4       |         |
| Socialisti Democratici Italiani      | Gian Mario Selis (Coalizione Autonomista)           | 318.122  | 46,3     | 7        | 243.839 | 31,1    | 43.250                               | 5,0     | 3       |         |
| Partito della Rifondazione Comunista | Gian Mario Selis (Coalizione Autonomista)           | 318.122  | 46,3     | 7        | 243.839 | 31,1    | 31.713                               | 3,7     | 2       |         |
| Partito dei Comunisti Italiani       | Gian Mario Selis (Coalizione Autonomista)           | 318.122  | 46,3     | 7        | 243.839 | 31,1    | 18.257                               | 2,1     | -       |         |
| Federazione dei Verdi                | Gian Mario Selis (Coalizione Autonomista)           | 318.122  | 46,3     | 7        | 243.839 | 31,1    | 15.833                               | 1,8     | -       |         |
|                                      | Franco Meloni                                       | -        | -        | -        | 64.420  | 8,3     | Partito Sardo d'Azione               | 38.422  | 4,5     | 3       |
|                                      | Mario Floris                                        | -        | -        | -        | 47.697  | 6,2     | Unione Democratica per la Repubblica | 35.177  | 4,1     | 3       |
|                                      | Bustiano Cumpostu                                   | -        | -        | -        | 45.207  | 5,8     | Mesa Sardos Liberos                  | 15.283  | 1,8     | -       |
| Fronte Nazionalitario                | Bustiano Cumpostu                                   | -        | -        | -        | 45.207  | 5,8     | 807                                  | 0,1     | -       |         |
| Totale                               | Totale                                              | 687.286  |          | 16       | 772.979 |         |                                      | 861.992 |         | 64      |